# そんなカバラ!
そんなカバラ!は、茨城放送で1998年10月10日から1999年4月3日まで毎週土曜日22時30分～23時00分まで放送されたラジオ番組である。公式番組表上での正式タイトルは「かばらのりおのそんなカバラ!!」。

## 出演者
- 鹿原徳夫（茨城放送アナウンサー）

## エピソード
- 「土曜の夜に密かにやっていた」と鹿原アナが後継番組『ちょっとタンマ!』で話している。
- 1999年4月3日に放送を終了し、その2日後に『ちょっとタンマ!』に改題して月～金曜日の帯番組としてリニューアルをはかることとなった。

## 備考
- 1998年11月14日は14:00～翌15日17:00まで『開局35周年記念ラジオマラソン』特番が編成されたため、番組は休止となった[1]。